# Накум

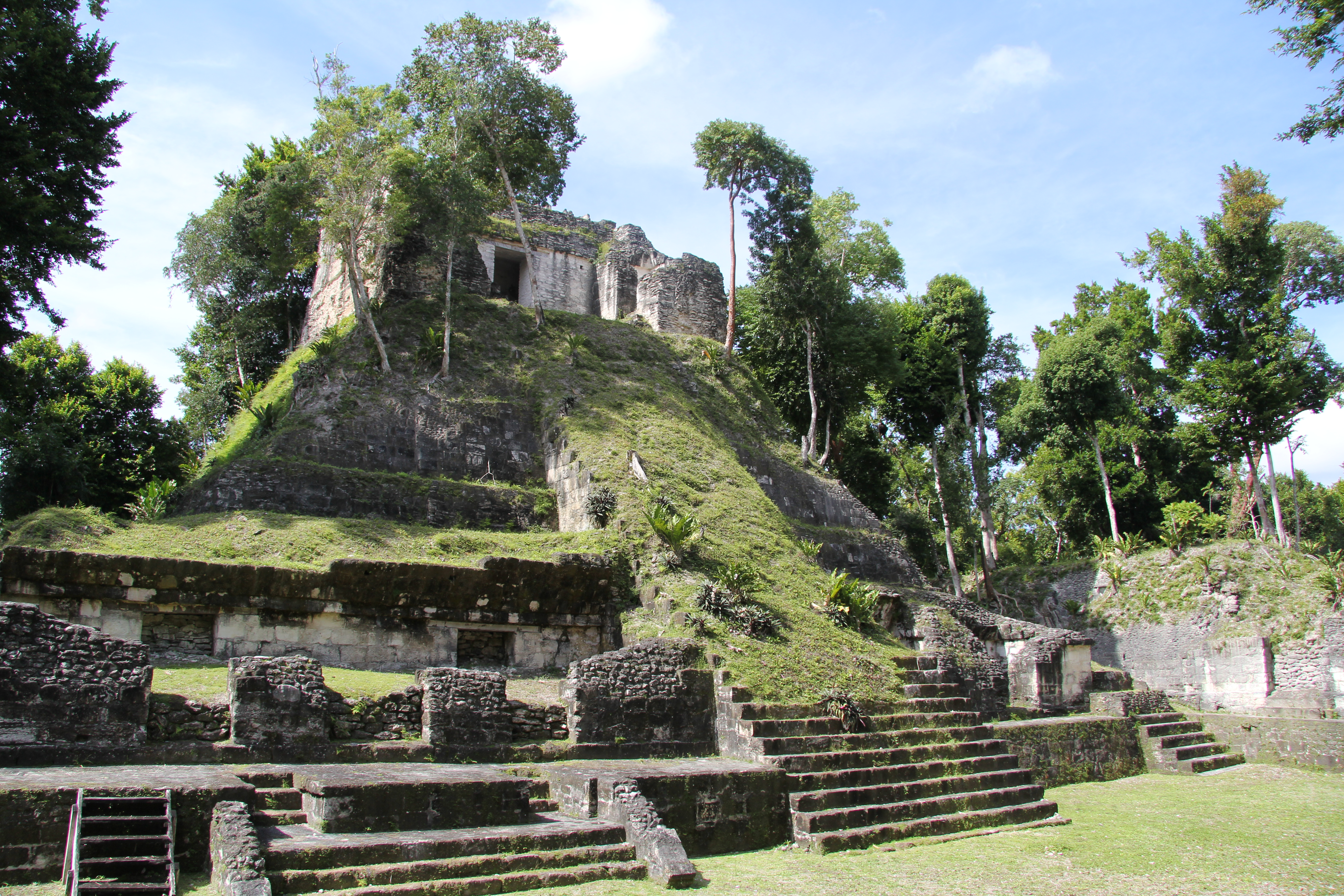
Храм E в Накум; сооружение датируется раннеклассическим периодом

Накум или Наккун (исп. Nakúm) — руины города цивилизации майя в департаменте Петен (Гватемала). Название переводится как «Дом горшка». Являются частью Национального культурного парка «Йашха-Накум-Наранхо».

## История
Древнее название города и царства на данный момент неизвестны. Первые поселения возникли в середине доклассического периода. Впрочем, вследствие неизвестных сегодня процессов они претерпели разрушение. Возрождение началось в конце доклассического периода.
В раннеклассический период на этом месте возникает небольшое государство. Об этом периоде в истории Накум пока известно мало. Подъём начинается в конце классического периода — с начала VII в. Особенно бурное развитие наступило, когда другие государства майя исчезли или пришли в упадок. В этот период правители Накум использовали выгодное расположение города, вблизи реки Хольмуль, на пересечении торговых путей. Впрочем, сведения о местной династии крайне малы. Накум прекратил своё существование в середине X в.

## Описание
Находится на северном берегу реки Хольмуль, на расстоянии в 17 км от руин города Йашха, в 32 км к юго-востоку от Тикаля и в 28 км к западу — северо-западу от Наранхо, в департаменте Петен на севере Гватемалы.
Общая площадь составляет 28 га. По своей архитектуре строения в Накум соответствуют «стилю Петен». Количество монументальных сооружений, на данный момент обнаруженных и частично описанных, составляет более 200, в том числе каменные храмы и дворцы со ступенчатым сводом.
Территория условно делится на Северный и Южный сектора. На территории первого находится большая просторная площадь и несколько крупных комплексов и зданий (группы «Запад», «Север», «Восток»). Среди них выделяется «Храм X». Северный сектор соединён с Южным храмовым комплексом «Периньи-Ла Иглесиа».
Здания Южного сектора превосходят Северный масштабностью и впечатляющим размером храмов и дворцов. К Южному сектору тянется дорога-плотина длиной 250 м. На территории Южного сектора размещалась небольшая площадка для игры в мяч (Структуры 7 и 8). Здесь также есть несколько огромных двойных комплексов (треугольный храм и пирамида), получивших названия Здания A, B, C (Центральная площадь), V (Восточная площадь), U (Юго-Восточная площадь) с направлением на север. Структуры А и С вместе образуют астрономический комплекс. Структура V имеет своды и вертикальные стенки.
В рамках этого сектора размещается акрополь. Он состоит из 12 групп дворцов-дворов — общим числом 44 комнаты (общее название Здание D). Помещения властителя царства располагались в Здании Y. В комплексе акрополя обнаружены останки зданий, датируемых раннеклассическим периодом. Интерес представляет «Храм Q» позднеклассического периода. В VIII в. ритуально-административный центр переносится в южную часть. В то же время сооружения, которые были разрушены или заброшены в предыдущие века, восстанавливаются. При этом возводятся новые здания. Здесь выявлено лишь 1 царское захоронение (в храме пирамиды ST 15).
Найдено 15 стел, в том числе 12 гладких и 3 резных, датируемые от 771 до 819 года.
На территории археологического памятника обнаружено достаточно много граффити майя, которые являются одной из крупнейших коллекций среди майяских городов.

## Исследования
В 1905 году обнаружен исследователем Морисом Периньи. Он исследовал здания в пределах Южного сектора. В дальнейшем, непродолжительные исследования велись в 1930-х и 1970-х. Только с 1990 года по инициативе властей Гватемалы здесь начались основательные археологические раскопки во главе с Бернардом Эрмесом.